# اچ‌ام‌اس پولادس (۱۷۸۱)
اچ‌ام‌اس پولادس (۱۷۸۱) (به انگلیسی: HMS Pylades (1781)) یک کشتی بود که طول آن ۹۰ فوت ۲ اینچ (۲۷٫۵ متر) بود. این کشتی در سال ۱۷۸۱ ساخته شد.